# 名村常之助
名村 常之助（なむら つねのすけ）は、幕末の阿蘭陀通詞（オランダ通詞）。代々の長崎通詞名村氏分家3代目。ラナルド・マクドナルドの英語生徒14人の1人。開国後下田に赴任し、日米・日仏修好通商条約交渉に関与した。

## 経歴

### 長崎
文化13年（1816年）長崎桶屋町の阿蘭陀通詞名村多吉郎能馨の庶子として生まれ、加福家養子となり、常（恒）之助と称した。
天保8年（1837年）9月実兄名村元次郎が死罪、その子が放役となると、実父に跡継ぎとして呼び戻され、天保11年（1840年）稽古通詞となった。天保13年（1843年）11月27日父が死去し、天保14年（1843年）家督を相続した。弘化3年（1846年）小通詞末席、弘化4年（1847年）小通詞並。嘉永元年（1848年）から嘉永2年（1849年）にかけてアメリカ人ラナルド・マクドナルドに英語を学んだ。

### 下田詰
安政元年（1854年）日米和親条約に基づく箱館港開港に向け、岩瀬弥四郎と箱館に赴任した。安政2年（1855年）小通詞助。安政2年（1855年）3月下田奉行から通詞増員の要請があり、9月田中三四郎と下田に異動した。
安政3年（1856年）アメリカ総領事タウンゼント・ハリスが来港すると、三四郎の後任立石得十郎と応対に当たったが、2人の語学力は外交交渉に耐えず、下田奉行支配調役並勤方森山多吉郎が日米修好通商条約交渉の通訳を主導した。安政4年（1857年）ハリスの江戸参府に通詞として付き添い、老中堀田正睦邸での会見に森山と同席した。
フランス全権大使ジャン・バティスト・ルイ・グロとの日仏修好通商条約交渉にも関わったらしく、使節から金38両2分永80文、通訳メルメ・カションからフランネル製襦袢・手遊目鏡・香水・スカーフを贈られている。
万延元年（1860年）小通詞過人、文久元年（1861年）小通詞に進み、文久2年（1867年）年番通詞を務めた。慶応3年（1867年）5月28日52歳で死去した。墓所は長崎晧台寺、戒名は寂菴秋声居士。

## 家族
- 祖父：名村元次郎能栄 - 本家5代名村初左衛門弟。大通詞[1]。
- 父：名村多吉郎（八左衛門能馨） - 大通詞、御用書物和解掛[1]。
  - 兄：名村元次郎（茂三郎茂弘） - 小通詞。天保7年（1836年）オランダ人からサフランを買い、代金を払わなかった罪で、天保8年（1837年）9月市中引き回し・獄門[1]。
    - 甥：名村林（隣）太郎 - 稽古通詞[1]。父に縁座し、放役[1]。
- 養子：呉常十郎（1846-1881、別名・池田寛治、池田政懋） -唐通事呉家に生まれ、文久元年（1861年）稽古通詞、元治元年（1864年）小通詞末席。呉家に戻り、長崎県仏学指導[1]。1868年より長崎府仏学局で教え、1870年外務省中訳官となり、1871年には副島種臣に随従して渡露[2]。帰国後、岩倉使節団に四等書記官として随行し、1873年に帰国以降は文部省、大蔵省、内務省に出仕し、1874年に大久保利通の清国派遣に随行[2]。天津で領事を務め、1879年に帰国し、大蔵省少書記官・長崎税関長を務めた[2]。